# Désert de Dzoosotoyn Elisen
Le désert de Dzoosotoyn Elisen (chinois simplifié : 古尔班通古特沙漠 ; chinois traditionnel : 古爾班通古特沙漠 ; pinyin : Gǔ'ěrbāntōnggǔtè Shāmò, kazakh : Құрбантұңғыт шөлі), également connu sous le nom de désert du Gurbantünggüt, est une zone aride localisée dans le bassin géologique de la Djoungarie, au nord de la Région Autonome du Xinjiang, en Chine.

## Géographie
Il couvre une surface de 48 800 km2, à une altitude comprise entre 300 et 600 mètres. Il s’agit du second plus grand désert chinois, derrière le désert du Taklamakan[réf. nécessaire].
Le désert de Dzoosotoyn Elisen occupe une grande partie du bassin de Djoungarie. Ce bassin est délimité au sud par les monts Tian Shan et au nord par les monts de l’Altaï. À l’est, les chaînes de l’Altaï et du Tian Shan se rejoignent et s’ouvrent sur le désert de Gobi. À l’ouest, le bassin s’ouvre sur les steppes du Kazakhstan par le col d'Alataw et les vallées de l’Emin et de l’Irtych. Ces ouvertures permettent à l’air sibérien, froid et humide, de pénétrer dans le Dzoosotoyn Elisen. De fait, ce désert présente des précipitations annuelles de 200 mm et avec en plus les neiges hivernales, les sables sont fixés ou semi-fixés et il est possible à des plantes de désert de pousser.
Le désert est peu peuplé, en majorité par des populations appartenant à l’ethnie ouïghoure. Le grand foyer de population le plus proche est la ville d’Ürümqi, capitale du Xinjiang, au sud.

## Végétation
Désert tempéré, le désert de Dzoosotoyn Elisen comporte une couverture de lichens, dans sa partie sud, qui jouent un rôle capital dans la fixation des sables. 
Les lichens, selon les zones, sont de différentes espèces et sont à différents stades de développement. On parle donc préférentiellement d’une couche biologique pour désigner ces lichens.
Par ailleurs, la couche biologique n’est pas présente sur toute la surface du désert. Alors que le sud présente une couverture régulière, les autres zones ont une couverture plus parsemée. Une thèse estime qu’au moins 30 % des sols du désert sont recouverts d’une couche biologique.
Ces lichens se trouvent principalement au sud du désert. En effet, à cet endroit, l’érosion a accumulé ou dévoilé des lœss plus fertiles que les autres sols du désert.
Le développement d’activités industrielles environnementalement coûteuses, telle l’extraction pétrolière, contribue à la dégradation des conditions de croissance de la végétation. De fait, les dunes sont moins stabilisées et le risque de désertification, par progression éolienne des sables, s’accroît. Néanmoins, il a été mis en évidence que les sables peuvent être stabilisés et le risque de désertification maîtrisé en prenant la peine de replanter les dunes.

## Particularité
C’est dans ce désert que se trouve le pôle terrestre d’inaccessibilité, c’est-à-dire le point de la terre ferme le plus éloigné d’un rivage du Globe. Localisé à 46° 17′ N, 86° 40′ E, il se trouve à plus de 2 600 km de la plus proche côte.